# Doug Headline

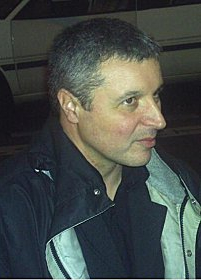
Doug Headline im Jahr 2010

Doug Headline (* 30. Oktober 1962 in Paris als Tristan Jean Manchette) ist ein französischer Journalist, Verleger, Drehbuchautor, Regisseur und Comicautor. Er ist der Sohn des Schriftstellers Jean-Patrick Manchette.

## Leben
Doug Headline wuchs in einer Familie von Film- und Literaturliebhabern auf. Sein Vater gehört zu einer Generation von Schriftstellern, die den französischen Roman noir erneuerten. Er selbst wurde schnell zum Filmkritiker, zuerst für Charlie Mensuel und später bei Métal Hurlant. In den 1980er-Jahren engagierte er sich weiter für die Presse der französischen Gegenkultur und schrieb unter anderem für Charlie Hebdo, Rock & Folk, Actuel und vor allem für das Kinomagazin Starfix, wo er viel mit Christophe Gans zusammenarbeitete.
Von Mitte bis Ende der 1980er-Jahre schrieb Headline auch Spielbücher wie etwa Die Saga von Bruder John, die teilweise auch auf Deutsch übersetzt wurden. 1987 gründete er den Verlag Zenda mit, der ganze Serien amerikanischer und englischer Comics fürs Französische übersetzte. 1994 wurde der Verlag von Glénat übernommen. Seit den 1990er-Jahren arbeitet er auch als Produzent und Drehbuchautor für Film und Fernsehen.
Nach dem Tod seines Vaters forcierte Doug Headline die Wiederveröffentlichung dessen Werkes. Dazu adaptiert Headline zusammen mit Max Cabanes auch Romane seines Vaters zu Comics. So veröffentlichten sie etwa ein unentschiedenes Ende von La Princesse du Sang, einem unvollendeten Roman von Manchette. Im Jahr 2014 unterschrieb das Duo einen Vertrag bei Dupuis und adaptierte zuerst das mythische Werk Fatale und dann den Roman Nada.

## Werke

### Filme
- 1998: Alles Schund! – Hollywood auf dem Index (Hollywood Rated ‚R‘)
- 1999: Le Jour des Corbeaux
- 2003: Pakt der Druiden (Brocéliande)

### Spielbücher
- La Saga du prêtre Jean (5 Bände 1986–1987 bei Hachette, dt.: Die Saga von Bruder John bei Schreiber & Leser)

### Comics
Adaptionen von Romanen von Jean-Patrick Manchette, zusammen mit Max Cabanes.
- La princesse du sang (2 Bände 2009, 2011 bei Dupuis, dt.: Blutprinzessin bei Schreiber & Leser)
- Fatale (2014 bei Dupuis, dt.: Fatale bei Schreiber & Leser)
- Nada (2018 bei Dupuis, dt.: Nada bei Splitter)

### Herausgeberschaften
- Chroniques, Jean-Patrick Manchette (2003 bei Rivages, dt.: Chroniques. Essays zum Roman noir bei Distel)
- Portrait in Noir,  Jean-Patrick Manchette (2014 bei Alexander)